# Nickelodeon (Franciaország)
A Nickelodeon Franciaország a Nickelodeon gyerekcsatorna francia változata. A csatorna 2005. november 16-án indult.

## Története
A Nickelodeon francia változatát 2005-ben jelentették be, majd 2005. november 16.-án indult. Bevétele a reklámokból származik.
2010. január 26-án a Nickelodeon arculata és logója megújult, és új társcsatornát alapított Nickelodeon Junior néven. Ebben az évben ünnepelte fennállásának ötödik évfordulóját is.
2011. szeptember 20-án a csatorna 16:9 formátumra változott.
2014. november 19-én indult a tizenéveseknek szóló társcsatornája, a Nickelodeon 4Teen, aminek később Nickelodeon Teen lett a neve. 
2015. szeptember 22-én HD minőségben is elindult.
2016 márciusában indult a Nickelodeon +1, amely felváltotta az időeltolásos MTV +1 csatornát.